# Rugofrontia micans
Rugofrontia micans là một loài bướm đêm trong họ Noctuidae.